# Abu Tair Aljanabi
Abu Tair Solimão Aljanabi (em árabe: ابو طاهر سلیمان الجنّابي‎; romaniz.: Abu Tahir Sulayman al-Jannabi; 906–944) foi um governante do Estado carmata do Barém (Arábia Oriental), que em 930 liderou o saque de Meca.
Filho mais novo de Abuçaíde Aljanabi, o fundador do Estado Carmata, Abu Tair se tornou o líder do Estado em 923, depois de expulsar seu irmão mais velho, Abu Alcacim Saíde. Imediatamente começou uma fase expansionista, invadindo Baçorá naquele ano. Invadiu Cufa em 927, derrotando um exército abássida no processo, e ameaçou a capital Bagdá em 928 antes de saquear grande parte do Iraque quando não conseguiu entrar na cidade.
Em 930, liderou o ataque mais notório dos carmatas quando pilhava Meca e profanou os locais mais sagrados do Islã. Incapaz de obter entrada na cidade inicialmente, pediu o direito de todos os muçulmanos de entrar na cidade e jurou que estava em paz. Uma vez dentro das muralhas, o exército carmata começou a massacrar os peregrinos, provocando-os com versos do Alcorão ao fazê-lo. Os corpos dos peregrinos foram deixados para apodrecer nas ruas ou jogados no poço de Zamzam. A Caaba foi saqueada, com Abu Tair tomando posse da Pedra Negra e levando-a para o Barém.

## Vida

### Primeiros anos

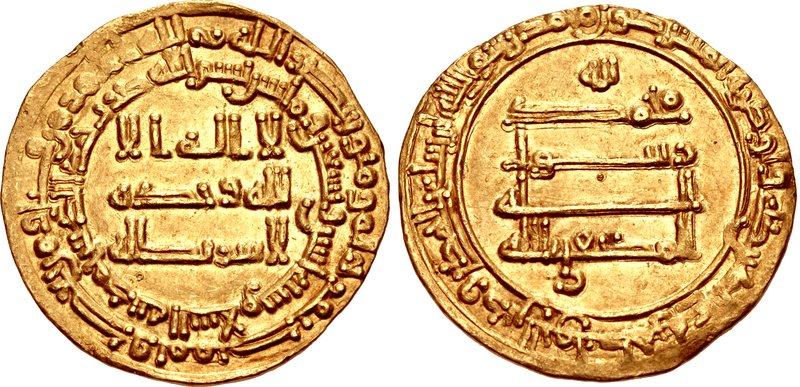
Dinar do califa Almoctafi r.

O pai de Abu Tair, Abuçaíde Aljanabi, era o líder tribal que iniciou a militarização dos carmatas. Após receber as doutrinas ismaelitas do missionário (dai) Abu Maomé Abadã, o cunhado de Hamadã Carmate, líder do movimento ismailita no Iraque, Abuçaíde foi enviado como dai cerca de 874/884 para converter Pérsis na área de Janaba, Siniz, Tauaje e Marubã. A missão foi frutífera e adquiriu fundos e seguidores: todos os dais foram requeridos para reunir os fundos do aguardado mádi, que ainda estava em Ocultação. Mais tarde, foi denunciado por autoridades sunitas e seu tesouro e armazéns foram confiscados, mas conseguiu escapar e se escondeu, talvez em Baçorá.